# 瘤海葵科
瘤海葵科（学名：Phymanthidae）为海葵目的一个科。此科的模式属为瘤海葵属(Phymanthus)。

## 下级分类
本科包括以下属：
- Epicystes Ehrenberg, 1834，（Epicystis）
- 瘤海葵属 Phymanthus Milne Edwards & Haime, 1851[1]